# Gouvernement Schlüter I
Pour les articles homonymes, voir Schlüter.
 (août 2023).
Si vous disposez d'ouvrages ou d'articles de référence ou si vous connaissez des sites web de qualité traitant du thème abordé ici, merci de compléter l'article en donnant les références utiles à sa vérifiabilité et en les liant à la section « Notes et références ».
Royaume de Danemark
Jørgensen V Schlüter II
Le gouvernement Poul Schlüter I (en danois : Regeringen Poul Schlüter I) est le gouvernement du royaume de Danemark entre le 10 septembre 1982 et le 10 septembre 1987, durant la 57e et la 58e législature du Folketing.

## Historique du mandat
Dirigé par le nouveau Premier ministre conservateur Poul Schlüter, ce gouvernement minoritaire est constitué par une coalition entre le Parti populaire conservateur (KF), le Parti libéral (V), les Démocrates du centre (CD) et le Parti populaire chrétien (KFp). Ensemble, ils disposent de 65 députés sur 179, soit 36,3 % des sièges du Folketing.
Il bénéficie du soutien sans participation du Parti du progrès (Frem), du Parti social-libéral danois (RV), du Parti de l'union (Sam) et d' Atassut (At). Ensemble, ils disposent de 27 députés sur 179, soit 15,1 % des sièges du Folketing.
Il est formé à la suite de la démission du Premier ministre social-démocrate Anker Jørgensen.
Il succède donc au gouvernement Jørgensen V, constitué de la seule Social-démocratie (SD) et soutenu par plusieurs partis de gauche et du centre.

### Formation
Après que le Parlement a rejeté en décembre 1983 le projet de loi de finances pour 1984, Schlüter convoque des élections législatives anticipées le 10 janvier 1984. Les partis de la coalition remportent 77 députés sur 179, soit 43 % des sièges du Folketing. Les soutiens de l'exécutif disposent de 18 députés, soit 10,1 % des sièges du Folketing. L'équipe gouvernementale est alors reconduite.

### Succession
À la suite des élections législatives anticipées du 8 septembre 1987, Schlüter procède à un remaniement ministériel qui donne naissance à son deuxième exécutif.

## Composition

### Initiale (10 septembre 1982)
| Fonction                                                        | Titulaire | Titulaire              | Parti |
| --------------------------------------------------------------- | --------- | ---------------------- | ----- |
| Premier ministre                                                |           | Poul Schlüter          | KF    |
| Ministre des Affaires étrangères                                |           | Uffe Ellemann-Jensen   | V     |
| Ministre des Finances                                           |           | Henning Christophersen | V     |
| Ministre de la Justice                                          |           | Erik Ninn-Hansen       | KF    |
| Ministre de l'Économie                                          |           | Anders Andersen        | V     |
| Ministre de l'Agriculture                                       |           | Niels Anker Kofoed     | V     |
| Ministre de la Défense                                          |           | Hans Engell            | KF    |
| Ministre de l'Éducation                                         |           | Bertel Haarder         | V     |
| Ministre de l'Intérieur                                         |           | Britta Schall Holberg  | V     |
| Ministre de la Pêche                                            |           | Henning Grove          | KF    |
| Ministre du Travail                                             |           | Grethe Fenger Møller   | KF    |
| Ministre de l'Environnement Ministre de la Coopération nordique |           | Christian Christensen  | KFp   |
| Ministre des Transports                                         |           | Arne Melchior          | CD    |
| Ministre de l'Industrie                                         |           | Ib Stetter             | KF    |
| Ministre du Logement                                            |           | Niels Bollmann         | CD    |
| Ministre de la Fiscalité                                        |           | Isi Foighel            | KF    |
| Ministre de l'Énergie                                           |           | Knud Enggaard          | V     |
| Ministre de la Culture                                          |           | Mimi Jakobsen          | CD    |
| Ministre du Groenland                                           |           | Tom Høyem              | CD    |
| Ministre des Affaires sociales                                  |           | Palle Simonsen         | KF    |
| Ministre des Affaires ecclésiastiques                           |           | Elsebeth Kock-Petersen | V     |

### Remaniement du23 juillet 1984
- Les nouveaux ministres sont indiqués en gras, ceux ayant changé d'attributions en italique.

| Fonction                                                        | Titulaire | Titulaire              | Parti |
| --------------------------------------------------------------- | --------- | ---------------------- | ----- |
| Premier ministre                                                |           | Poul Schlüter          | KF    |
| Ministre des Affaires étrangères                                |           | Uffe Ellemann-Jensen   | V     |
| Ministre des Finances                                           |           | Palle Simonsen         | KF    |
| Ministre de la Justice                                          |           | Erik Ninn-Hansen       | KF    |
| Ministre de l'Économie                                          |           | Anders Andersen        | V     |
| Ministre de l'Agriculture                                       |           | Niels Anker Kofoed     | V     |
| Ministre de la Défense                                          |           | Hans Engell            | KF    |
| Ministre de l'Éducation                                         |           | Bertel Haarder         | V     |
| Ministre de l'Intérieur                                         |           | Britta Schall Holberg  | V     |
| Ministre de la Pêche                                            |           | Henning Grove          | KF    |
| Ministre du Travail                                             |           | Grethe Fenger Møller   | KF    |
| Ministre de l'Environnement Ministre de la Coopération nordique |           | Christian Christensen  | KFp   |
| Ministre des Transports                                         |           | Arne Melchior          | CD    |
| Ministre de l'Industrie                                         |           | Ib Stetter             | KF    |
| Ministre du Logement                                            |           | Niels Bollmann         | CD    |
| Ministre de la Fiscalité                                        |           | Isi Foighel            | KF    |
| Ministre de l'Énergie                                           |           | Knud Enggaard          | V     |
| Ministre de la Culture                                          |           | Mimi Jakobsen          | CD    |
| Ministre du Groenland                                           |           | Tom Høyem              | CD    |
| Ministre des Affaires sociales                                  |           | Elsebeth Kock-Petersen | V     |
| Ministre des Affaires ecclésiastiques                           |           | Mette Madsen           | V     |

### Remaniement du12 mars 1986
- Les nouveaux ministres sont indiqués en gras, ceux ayant changé d'attributions en italique.

| Fonction                                                        | Titulaire | Titulaire                                                 | Parti |
| --------------------------------------------------------------- | --------- | --------------------------------------------------------- | ----- |
| Premier ministre                                                |           | Poul Schlüter                                             | KF    |
| Ministre des Affaires étrangères                                |           | Uffe Ellemann-Jensen                                      | V     |
| Ministre des Finances                                           |           | Palle Simonsen                                            | KF    |
| Ministre de la Justice                                          |           | Erik Ninn-Hansen                                          | KF    |
| Ministre de l'Économie                                          |           | Anders Andersen                                           | V     |
| Ministre de l'Agriculture                                       |           | Britta Schall Holberg                                     | V     |
| Ministre de la Défense                                          |           | Hans Engell                                               | KF    |
| Ministre de l'Éducation                                         |           | Bertel Haarder                                            | V     |
| Ministre de l'Intérieur                                         |           | Knud Enggaard                                             | V     |
| Ministre de la Pêche                                            |           | Lars P. Gammelgaard                                       | KF    |
| Ministre du Travail                                             |           | Henning Dyremose                                          | KF    |
| Ministre de l'Environnement Ministre de la Coopération nordique |           | Christian Christensen                                     | KFp   |
| Ministre des Transports                                         |           | Arne Melchior (jusqu'au 14/08/1986) Frode Nør Christensen | CD    |
| Ministre de l'Industrie                                         |           | Nils Wilhjelm                                             | KF    |
| Ministre du Logement                                            |           | Thor Pedersen                                             | V     |
| Ministre de la Fiscalité                                        |           | Isi Foighel                                               | KF    |
| Ministre de l'Énergie                                           |           | Svend Erik Hovmand                                        | V     |
| Ministre de la Culture                                          |           | Hans Peter Clausen                                        | KF    |
| Ministre du Groenland                                           |           | Tom Høyem (jusqu'au 01/09/1987) Mimi Jakobsen             | CD    |
| Ministre des Affaires sociales                                  |           | Mimi Jakobsen                                             | CD    |
| Ministre des Affaires ecclésiastiques                           |           | Mette Madsen                                              | V     |